# Архипелаг
Архипела́г (греч. Αρχιπέλαγος) — группа островов, расположенных близко друг к другу. Как правило, острова в архипелаге имеют одно и то же происхождение (материковое, вулканическое, коралловое) и сходное геологическое строение.

## Этимология
Слово «архипелаг» (др.-греч. ἄρχιπέλαγος — «главное море») возникло от ἄρχι- — главный и πέλαγος — море. Первоначально Архипелагом (итал. Arcipelago) венецианцы называли в XIII веке Эгейское море и Греческий архипелаг, то есть острова Эгейского моря.

## Крупнейшие архипелаги
- Азорские острова
- Аландские острова
- Александра архипелаг
- Амирантские острова
- Антильские острова
- Архипелаг Норденшельда
- Архипелаговое море
- Бисмарка архипелаг
- Британские острова
- Гавайские острова
- Гебридские острова
- Греческий архипелаг
- Зелёного мыса острова
- Земля Франца-Иосифа
- Зондские острова
- Канадский арктический архипелаг
- Канарские острова
- Каролинские острова
- Кергелен
- Корейский архипелаг
- Курильские острова
- Малайский архипелаг
- Моонзундский архипелаг
- Новая Зеландия
- Новая Земля
- Новосибирские острова
- Нормандские острова
- Огненная земля
- Оркнейские острова
- Парри архипелаг
- Северная Земля
- Соловецкие острова
- Соломоновы острова
- Фарерские острова
- Фолклендские острова
- Чилийский архипелаг
- Шантарские острова
- Шпицберген
- Южные Шетландские острова
- Японские острова.